# Saint-Aubin-sur-Quillebeuf
Saint-Aubin-sur-Quillebeuf là một xã của tỉnh Eure, thuộc vùng Normandie, miền bắc nước Pháp.